# Saint-Seine-sur-Vingeanne
Pour les articles homonymes, voir Saint-Seine (homonymie).
Saint-Seine-sur-Vingeanne est une commune française située dans le département de la Côte-d'Or, en région Bourgogne-Franche-Comté.

## Géographie

### Climat
Pour des articles plus généraux, voir Climat de la Bourgogne-Franche-Comté et Climat de la Côte-d'Or.
En 2010, le climat de la commune est de type climat des marges montargnardes, selon une étude du Centre national de la recherche scientifique s'appuyant sur une série de données couvrant la période 1971-2000. En 2020, Météo-France publie une typologie des climats de la France métropolitaine dans laquelle la commune est exposée à un climat océanique altéré et est dans la région climatique  Lorraine, plateau de Langres, Morvan, caractérisée par un hiver rude (1,5 °C), des vents modérés et des brouillards fréquents en automne et hiver. 
Pour la période 1971-2000, la température annuelle moyenne est de 10,3 °C, avec une amplitude thermique annuelle de 17,4 °C. Le cumul annuel moyen de précipitations est de 868 mm, avec 12,2 jours de précipitations en janvier et 8,2 jours en juillet. Pour la période 1991-2020, la température moyenne annuelle observée sur la station météorologique de Météo-France la plus proche, « Poyans », sur la commune de Poyans à 9 km à vol d'oiseau, est de 11,1 °C et le cumul annuel moyen de précipitations est de 911,8 mm,. Pour l'avenir, les paramètres climatiques de la commune estimés pour 2050 selon différents scénarios d'émission de gaz à effet de serre sont consultables sur un site dédié publié par Météo-France en novembre 2022.

## Urbanisme

### Typologie
Au 1er janvier 2024, Saint-Seine-sur-Vingeanne est catégorisée commune rurale à habitat dispersé, selon la nouvelle grille communale de densité à 7 niveaux définie par l'Insee en 2022.
Elle est située hors unité urbaine. Par ailleurs la commune fait partie de l'aire d'attraction de Dijon, dont elle est une commune de la couronne,. Cette aire, qui regroupe 333 communes, est catégorisée dans les aires de 200 000 à moins de 700 000 habitants,.

### Occupation des sols
L'occupation des sols de la commune, telle qu'elle ressort de la base de données européenne d’occupation biophysique des sols Corine Land Cover (CLC), est marquée par l'importance des territoires agricoles (80,5 % en 2018), une proportion sensiblement équivalente à celle de 1990 (81 %). La répartition détaillée en 2018 est la suivante : terres arables (51,5 %), prairies (21,9 %), forêts (15,8 %), zones agricoles hétérogènes (7,1 %), zones urbanisées (3,7 %). L'évolution de l’occupation des sols de la commune et de ses infrastructures peut être observée sur les différentes représentations cartographiques du territoire : la carte de Cassini (XVIIIe siècle), la carte d'état-major (1820-1866) et les cartes ou photos aériennes de l'IGN pour la période actuelle (1950 à aujourd'hui).

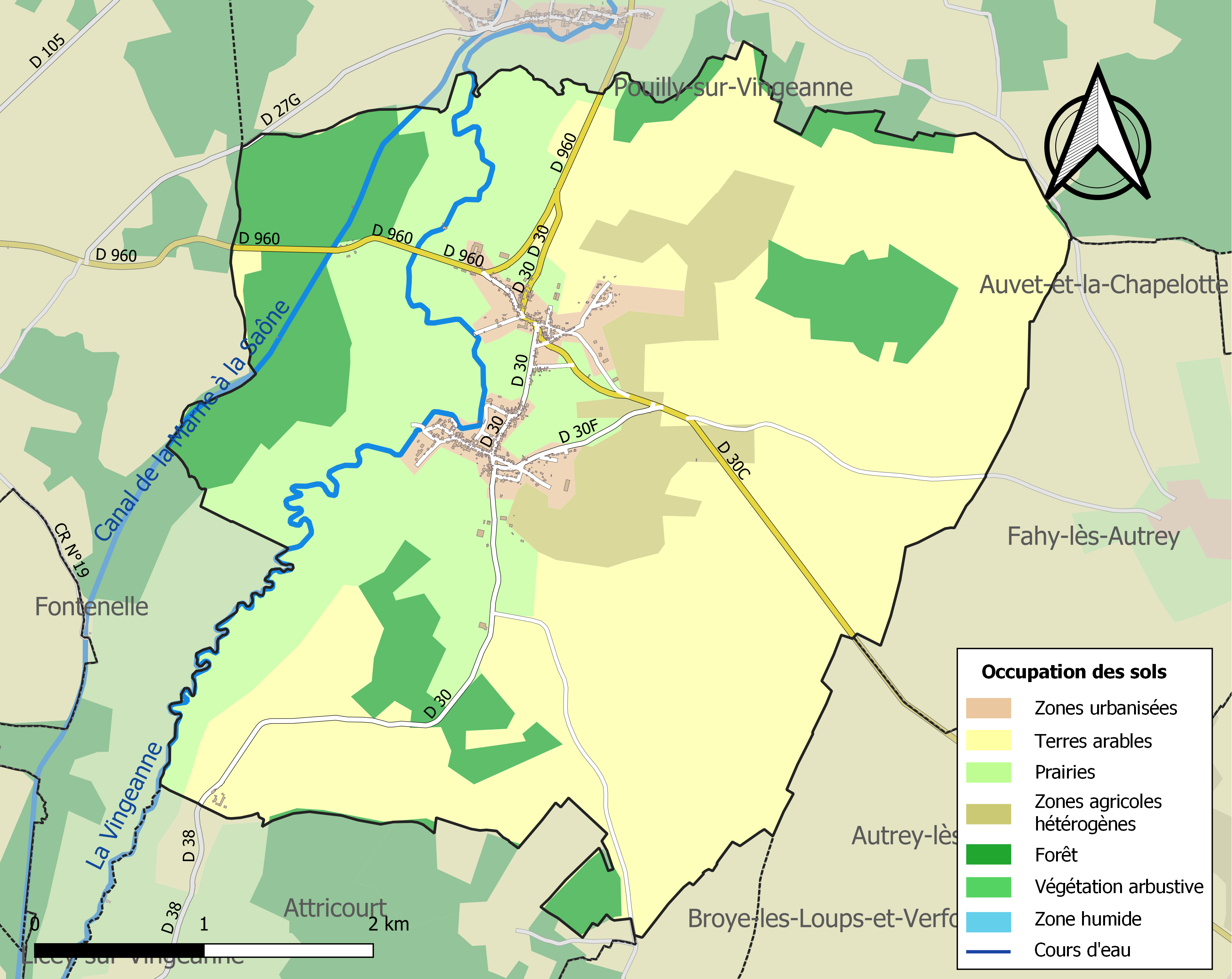
Carte des infrastructures et de l'occupation des sols de la commune en 2018 (CLC).

## Histoire
À l'origine, Saint-Seine-sur-Vingeanne regroupait trois villages :
- Saint-Seine-l'Église : partie la plus élevée du village. On y trouve l'église du XIIIe siècle et le château de Saint Seine avec ses tours du XVIe siècle entourant une habitation moderne du XVIIIe siècle ;
- Saint-Seine-la-Tour : appelé ainsi en raison du château dont il ne reste que les vestiges d'une tour carrée ainsi que les ruines d'une tour dominant la Vingeanne ;
- Saint-Seine-les-Halles : à cause des marchés qui s'y tenaient sous une vaste construction à l'emplacement de l'actuel lotissement de « Belle Charme ». À proximité du lieu-dit « la Chaudronnière » et de la Vingeanne se trouvait l'ancien pont à péage. Non loin de là, des fouilles ont révélé l'existence de l'ancien château du Roy ou château des Buttes ou encore château des Halles.

La chronique de Bèze récapitule les appellations de Saint-Seine-sur-Vingeanne suivantes :
- en 1220 : Sanctus Sequanus le Reçot et Sanctus Sequana Villa
- en 1252 : Sanctus Secanus
- en 1252 : Saint Ceigne sur Vingenne
- en 1256 : Saint-Seingne
- en 1272 : Saint Ceingne
- en 1275 : Sanctus-Secanus-Super-Vingennam
- en 1300 : Sein-Seigne
- en 1310 : Saint-Cevigne
- en 1312 : Saint-Soigne
- en 1321 : Saint-Coigne-Lou Recel et Saint-Coigne-sur-Vinganne
- en 1333 : Saint-Ceingne-sur-Vingenne
- en 1349 : Saint-Soigne-sur-Vingenne
- en 1372 : Saint-Saigne
- en 1374 : Saint-Saingne
- en 1375 : Saint-Ceigne-la-Ville, Saint-Soigne-devers-l’Eglise
- en 1398 : Saint-Seigne
- en 1644-1645 : Sainct-Seigne-la-Tour, Saint-Seyne-les-Halles-sur-Vigenne

Sous la Convention, le village fut renommé Seine-la-Vingeanne.

### Sur la route des Suisses en 1513
Saint-Seine eut au moins quatre fois, entre le XVIe et le XIXe siècle, le malheur de se trouver sur la route d'armées venues de l'est pour pénétrer en France. Ainsi en 1513, les revers subis par Louis II de la Trémoille au cours de la 4e guerre d'Italie amenèrent-ils une armée suisse à assiéger Dijon. Saint-Seine semble avoir été, sur sa route depuis la Franche-Comté, le seul point notable de résistance : « le château de Saint-Seine arrêta quelques jours la troupe qui l'investit. Il fallut donner un véritable assaut ». Une controverse s'ensuivit au XVIIe siècle sur le point de savoir quel château devait garder l'honneur d'avoir résisté aux Suisses : « Maillard prétend que c'est le château [près l'église] qui a résisté aux Suisses en 1513, mais Melin présente une requête de 1514 par Louis de Pierre-Buffière, chevalier, seigneur de Châtelneuf, constatant que les Suisses ont battu pendant 9 jours et sans y faire brèche la tour de Saint-Seine, et demande récompense des dommages causés ».

### Saint-Seine, enjeu de la bataille de Fontaine-Française en 1595
Saint-Seine constitue à nouveau, en 1595, un des points de passage obligés de l'armée envahissante, qui est cette fois l'armée des ligueurs en guerre contre le nouveau roi de France Henri IV. C'est pourquoi l'ordre de celui-ci, le 5 juin, était initialement d'occuper « deux chasteaux, qui sont au village de Sainct Seine sur la riviere de Vigenne, pour leur empescher ce passage, d'autant que c'estoit le plus beau & le plus droict chemin que les ennemis pouvoient tenir pour venir à Dijon, avec leur armee ». Mais lorsque les éclaireurs du roi de France arrivent sur place, c'est pour découvrir que l'armée de la Ligue et ses alliés espagnols occupent déjà Saint-Seine. C'est pourquoi la bataille aura finalement lieu en avant de la Vingeanne, par « delà l'eau », entre Saint-Seine et Fontaine-Française.

### Les ravages des Impériaux en 1636
Au cours de la guerre de Dix Ans, épisode comtois de la Guerre de Trente Ans, Saint-Seine fut, comme la plupart des localités de la région, complètement dévasté par le passage, en octobre 1636, de l'armée de Gallas et du duc Charles de Lorraine : « l’armée françoise, campée dans le Montsaujeonnois l’obligea à prendre sa route par le vallon qu’arrose la riviere de Vingeanne. Le village de Pouilly fut le premier exposé à la fureur des ennemis ; tout y fut tué, les maisons brûlées, le bétail & les grains enlevés. Les villages de St. Seine, Beaumont, Licey, eurent le même sort »; « la tour de Saint-Seine résista pendant trois jours au duc Charles ; en se retirant il brûla presque toutes les maisons, emmena les bestiaux, égorgea les hommes, les femmes et jusqu’aux enfans ». Huit ans plus tard, la Visite des feux du bailliage de Dijon, effectuée en 1644-1645, ne recense toujours, à Saint-Seine, aucun habitant hormis la garnison de la Tour, dont les exactions rendent toute réinstallation civile impossible, et quelques vagabonds. Il n'existe plus « aucune imposition de taille depuis l'année de Galas qui a bruslé lesdits deux villages ».

### Le combat du27 octobre 1870

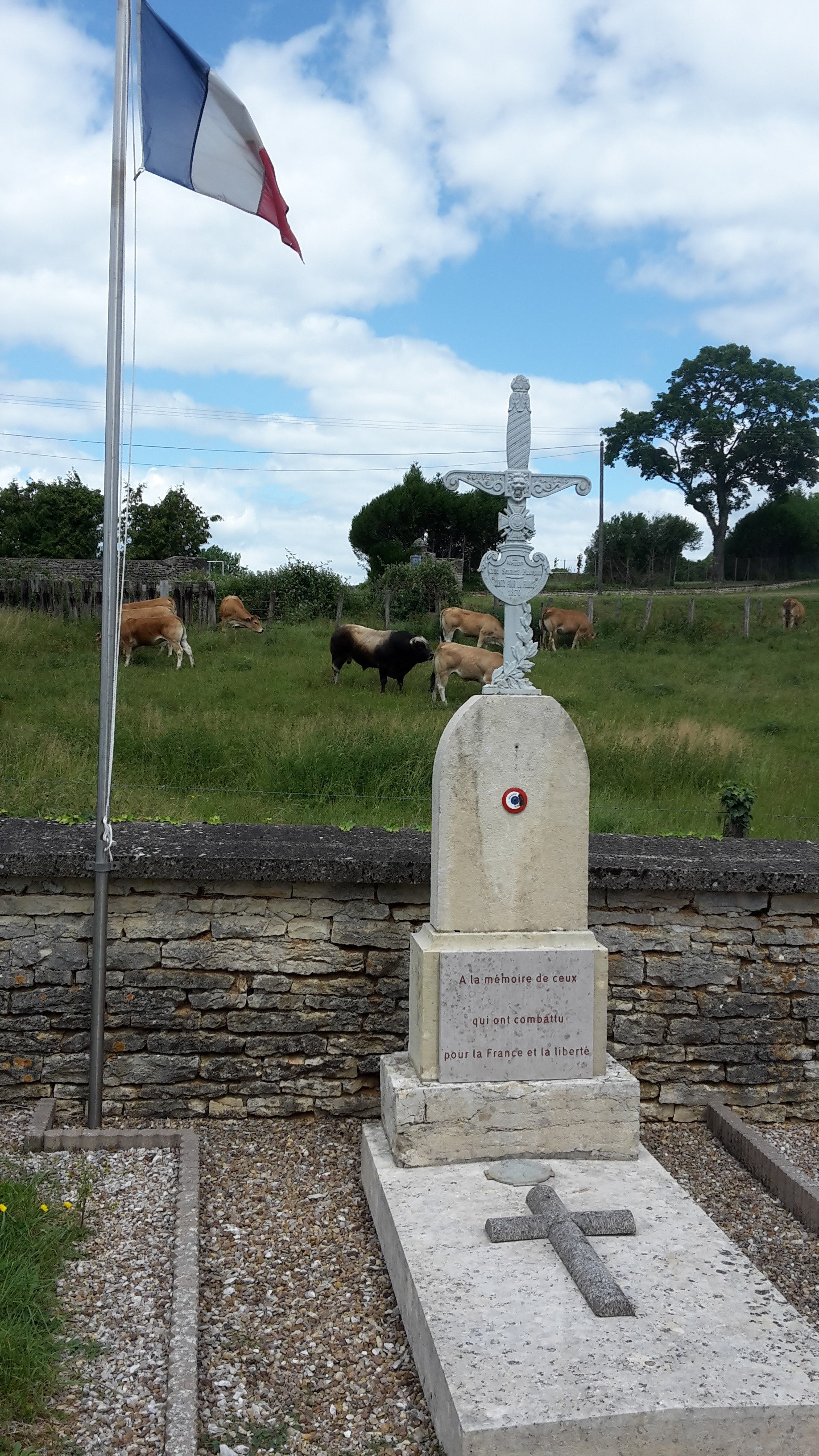
Tombe des cinq mobiles de la Loire tombés au combat du 27 octobre 1870.

Le matin du 27 octobre 1870, 3 compagnies du 4e bataillon de mobiles de la Loire, sous le commandement du capitaine de Franqueville, défendirent pendant une heure et demie la hauteur de Saint-Seine face à l'armée prussienne qui, venant de l'est, allait, le 31, occuper Dijon,. De Franqueville avait fait prendre à deux de ses compagnies position derrière le mur du cimetière, la troisième protégeant sa gauche, pour arrêter les Prussiens arrivant de Gray, mais fut obligé de se replier pour éviter l'encerclement par un ennemi très supérieur en nombre. Clément-Janin précise « pendant deux heures on échangea des coups de fusil sans avantage marqué de part ni d'autre » jusqu'à ce que l'ennemi mît son canon en batterie. Selon Coynart, « les compagnies postées à Saint-Seine ne résistèrent pas plus de dix minutes ». L'affaire fut néanmoins plus meurtrière que le combat livré le même jour à Talmay, puisqu'elle fit cinq blessés parmi les officiers français, dont l'aide-major André Chandelux et cinq morts parmi les hommes de troupe, ce qui fut consigné du mieux possible par l'officier d'état-civil : 

« Constatation du décès de quatre mobiles. Nous Maire délégué et officier de l’État civil de la commune de Saint-Seine-sur-Vingeanne, canton de Fontaine-Française, département de la Côte-d'or, assisté des membres du conseil municipal de ladite commune, déclarons que le vingt-sept octobre mil huit cent soixante-dix à dix heures du matin, un engagement ayant eu lieu à l'entrée du village de Saint-Seine entre les troupes allemandes sous le commandement du major Wolff, et les mobiles de la Loire, sept de ces derniers sont tombés ; deux blessés ont été faits prisonniers par l'ennemi ; et cinq sont morts des suites de leurs blessures. Les sacs des mobiles étant tombés au pouvoir des Allemands, nous n'avons trouvé que sur un seul un livret qui nous a permis de constater son identité, et de rédiger son acte de décès dans les formes prescrites par le Code Napoléon. N'ayant pu recueillir aucun document certain concernant les quatre autres mobiles décédés, leurs actes de décès n'ont pu être rédigés ; et nous nous sommes bornés, après la constatation de leur décès, à les faire inhumer dans le cimetière de cette commune. De quoi nous avons rédigé le présent procès-verbal, pour tenir lieu de leur acte de décès. »

Grenest évaluait les pertes à 6 tués, 19 blessés et 40 prisonniers, précisant « si le capitaine de Franqueville avait été fait prisonnier avec une quarantaine d'hommes, c'est qu'il s'était posté, en battant en retraite, dans le château et dans quelques maisons voisines pour tenir le plus longtemps possible tête aux Allemands qui parvinrent à le cerner ». Clément-Janin avait quant à lui donné un bilan de « 20 morts, autant de blessés et quelques prisonniers », ajoutant que trois mobiles réfugiés dans une tour du château avaient été pris et fusillés. Boisse-Adrian, qui vit les choses de plus près (quoi qu’ayant fait partie de l'autre moitié du bataillon, qui s'avança, plus à gauche, au-delà de Pouilly et subit son baptême du feu près d'Auvet), ne dit mot d'un épisode aussi dramatique, alors qu'il s'indigne que des uhlans aient fait prisonnier l'aide-major Chandelux « sans s'inquiéter davantage de la convention de Genève ». Les trois compagnies engagées à Saint-Seine, désormais sous les ordres du capitaine Feschotte, battirent en retraite vers Bèze, qu'elles atteignirent à dix heures du soir.

## Politique et administration
| Période                                  | Période   | Identité          | Étiquette | Qualité |
| ---------------------------------------- | --------- | ----------------- | --------- | ------- |
|                                          |           | Marcel Daix       |           |         |
| mars 1989                                | mars 1994 | Henri Bouchard    |           |         |
| 1994                                     | mars 2008 | Georges Gradelet  |           |         |
| mars 2008                                | mai 2020  | Louis Gentilhomme |           |         |
| mai 2020                                 | en cours  | Christian Charlot |           |         |
| Les données manquantes sont à compléter. |           |                   |           |         |

## Démographie
L'évolution du nombre d'habitants est connue à travers les recensements de la population effectués dans la commune depuis 1793. Pour les communes de moins de 10 000 habitants, une enquête de recensement portant sur toute la population est réalisée tous les cinq ans, les populations de référence des années intermédiaires étant quant à elles estimées par interpolation ou extrapolation. Pour la commune, le premier recensement exhaustif entrant dans le cadre du nouveau dispositif a été réalisé en 2005.

En 2022, la commune comptait 376 habitants, en évolution de −4,81 % par rapport à 2016 (Côte-d'Or : +0,82 %, France hors Mayotte : +2,11 %).
| 1793 | 1800 | 1806 | 1821 | 1836 | 1841 | 1846 | 1851 | 1856 |
| ---- | ---- | ---- | ---- | ---- | ---- | ---- | ---- | ---- |
| 796  | 944  | 988  | 841  | 950  | 974  | 930  | 915  | 818  |

| 1861 | 1866 | 1872 | 1876 | 1881 | 1886 | 1891 | 1896 | 1901 |
| ---- | ---- | ---- | ---- | ---- | ---- | ---- | ---- | ---- |
| 804  | 804  | 762  | 745  | 737  | 688  | 649  | 781  | 645  |

| 1906 | 1911 | 1921 | 1926 | 1931 | 1936 | 1946 | 1954 | 1962 |
| ---- | ---- | ---- | ---- | ---- | ---- | ---- | ---- | ---- |
| 560  | 582  | 513  | 476  | 429  | 434  | 392  | 358  | 337  |

| 1968 | 1975 | 1982 | 1990 | 1999 | 2005 | 2006 | 2010 | 2015 |
| ---- | ---- | ---- | ---- | ---- | ---- | ---- | ---- | ---- |
| 291  | 257  | 275  | 271  | 286  | 349  | 353  | 402  | 401  |

| 2020 | 2022 | - | - | - | - | - | - | - |
| ---- | ---- | - | - | - | - | - | - | - |
| 383  | 376  | - | - | - | - | - | - | - |

## Lieux et monuments

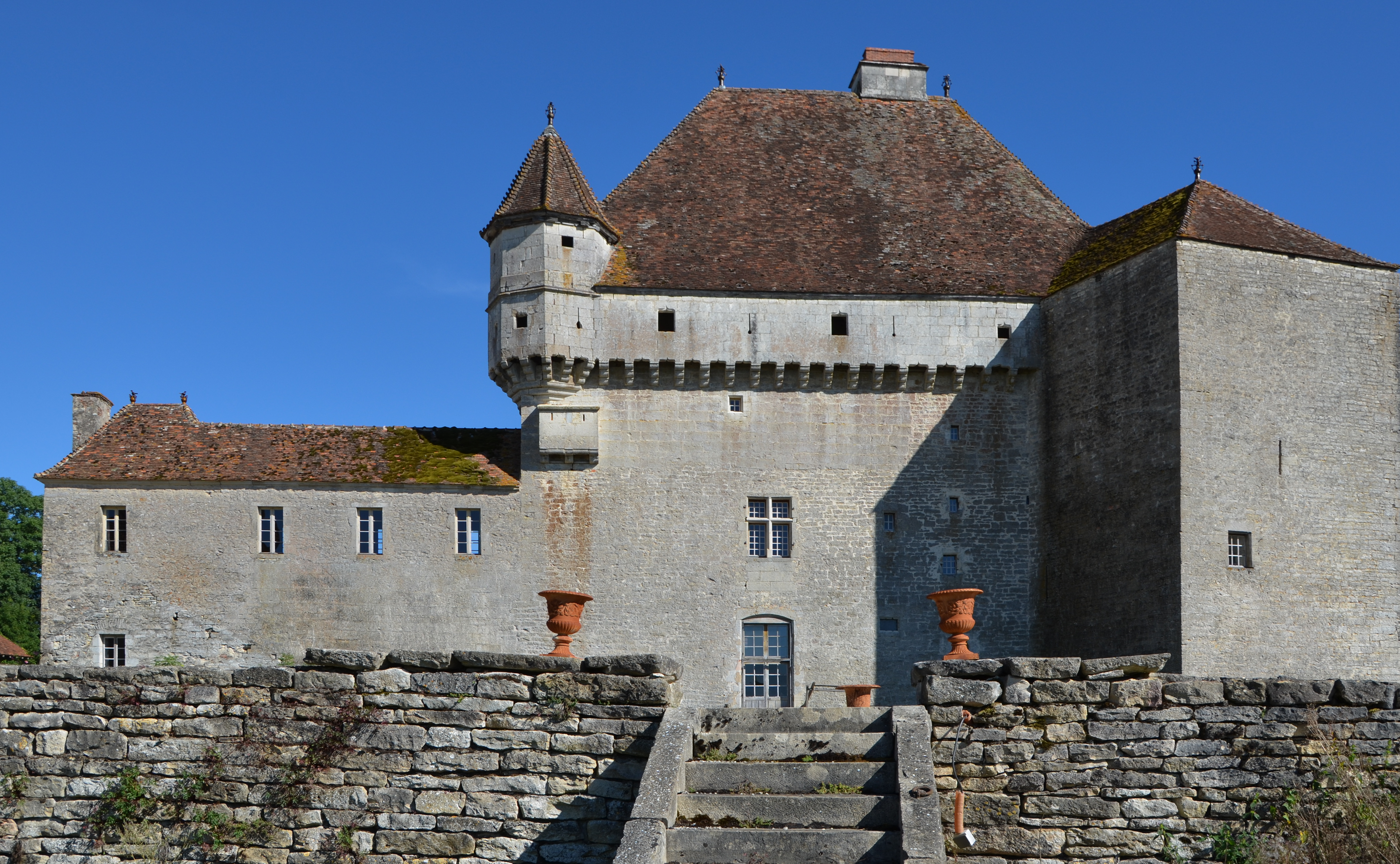
Château de Rosières.
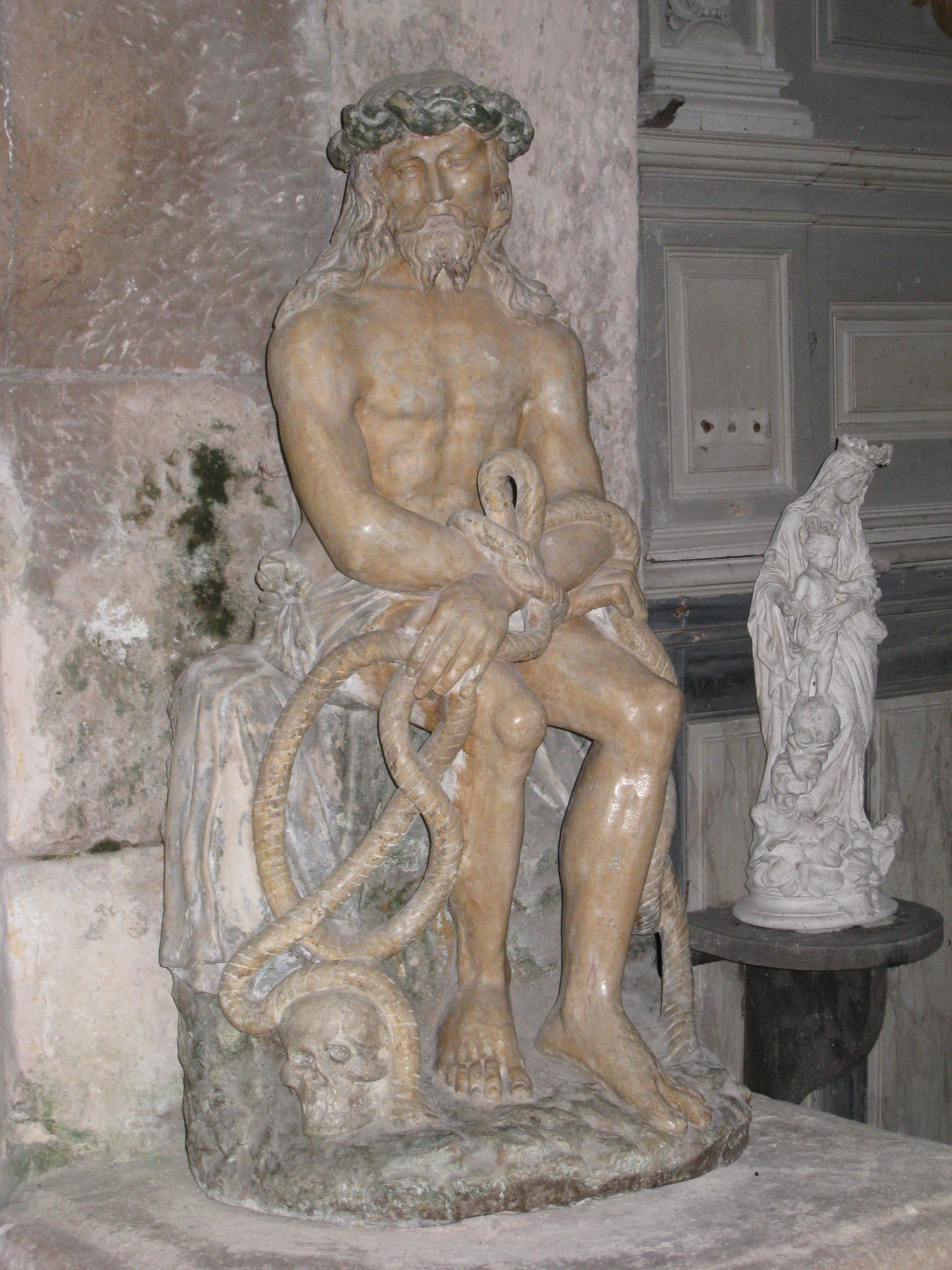
Christ de pitié de l'église de Saint-Seine.
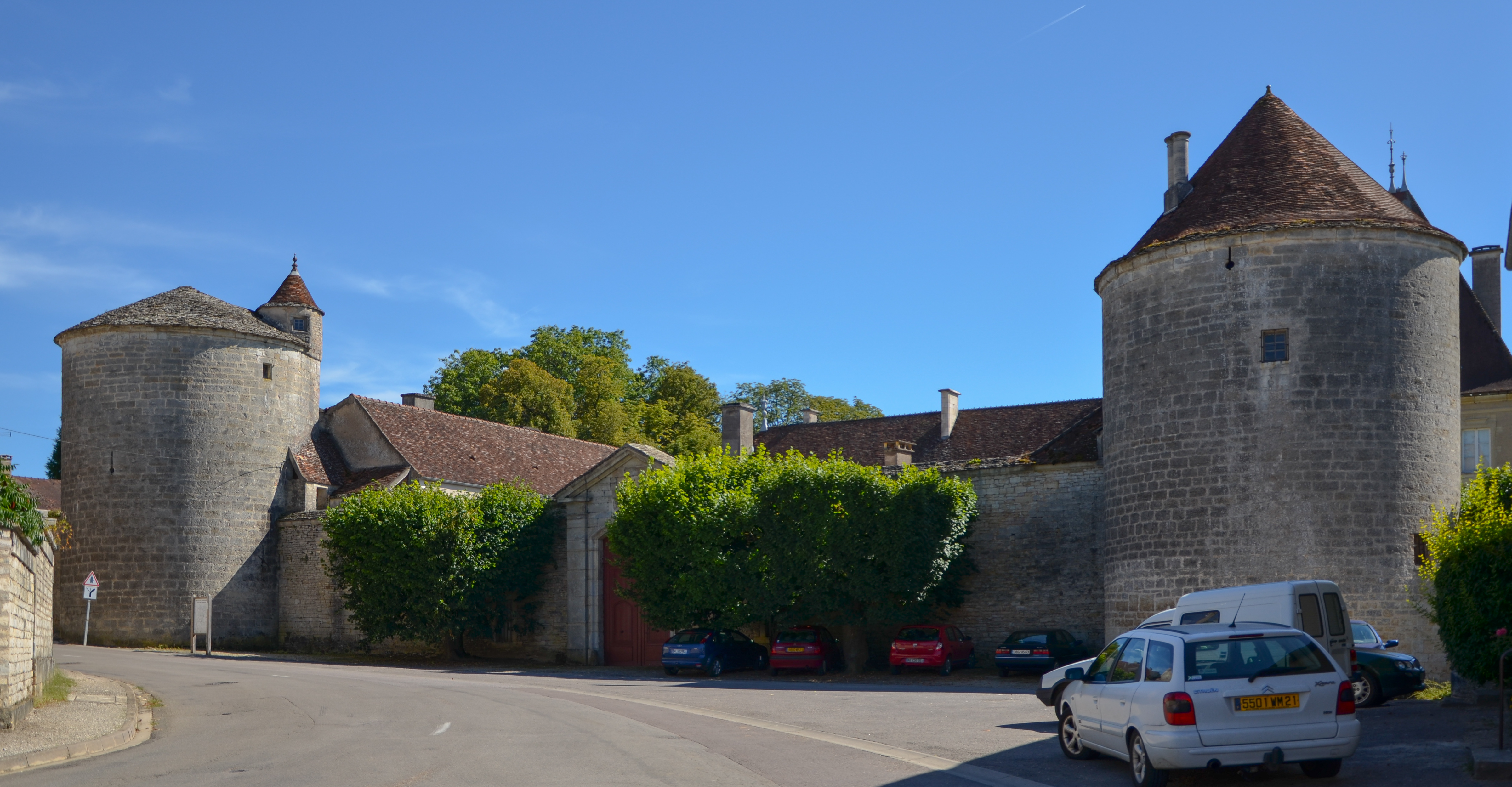
Les tours médiévales du château de Saint-Seine.

- Château de Rosières

- L'église est classée depuis le 22 octobre 1913 au titre des Monuments historiques[33]. Édifice assez simple, il fut construit en plusieurs phase, commençant par le chœur, daté du XIIe siècle, et s'achevant avec le portail occidental, attribuable aux années 1220-30. Elle correspond à un type de construction paroissiale modeste, se rattachant à certains traits de l'architecture monastique, en particulier cistercienne, assez répandue dans la Bourgogne du XIIIe siècle. Des restaurations importantes eurent lieu aux XVIIIe et XIXe siècles[34].

À l'intérieur, on trouve un christ de pitié du premier quart du XVIe siècle.
- Château de Saint-Seine

- Maison forte de Saint-Seine la Tour : la base d'une grande tour rectangulaire est le seul élément en subsistant.

## Personnalités liées à la commune
- Matthias Gallas (1584-1647), qui brûla complètement le village en 1636.
- Bénigne-Germain Le Gouz (1685-1744), président à mortier au Parlement de Bourgogne (1710), achète les terres de Saint-Seine et en devient seigneur.
- Bénigne Le Gouz de Saint-Seine (1719-1800), fils de Bénigne-Germain Le Gouz, parlementaire dijonnais, seigneur de Saint-Seine.
- Antoine Rude (1755-1805), maître pocher à Dijon et père du sculpteur François Rude (1784-1855), était né à Saint-Seine-sur-Vingeanne[36].
- Barthélemy Le Gouz-Gagne de Saint-Seine (1763-1828), fils de Bénigne Le Gouz de Saint-Seine, conseiller au parlement de Bourgogne, marquis de Saint-Seine.
- Étienne Le Gouz-Gagne de Saint-Seine (1805-1866), fils de Barthélemy Le Gouz-Gagne et petit-fils de Bénigne Le Gouz de Saint-Seine, avocat et notable dijonnais, marquis de Saint-Seine.
- Auguste Martenot (1817-1891), député de l'Yonne de 1876 à 1877, était né à Saint-Seine-sur-Vingeanne.
- Maurice Blondel (1861-1949), philosophe, dont les parents possédaient une maison de campagne à Saint-Seine[37], y a en particulier rédigé sa thèse (1893).
- Charles Blondel (1895-1975), fils du précédent, conseiller d’État, commissaire de la République, est inhumé à Saint-Seine.

## Héraldique
| Blason de Saint-Seine-sur-Vingeanne | Blason  | De gueules aux trois jumelles d'or.              |
| Blason de Saint-Seine-sur-Vingeanne | Détails | Le statut officiel du blason reste à déterminer. |